# Steinbach, Wartburg
Steinbach là một đô thị trong huyện Wartburg ở bang Thüringen, Đức. Đô thị này có diện tích 15,06 km².